# Francisco da Silva Tavares
Francisco da Silva Tavares (Bagé, 5 de agosto de 1844 — Bagé, 18 de novembro de 1901) foi um advogado e político brasileiro, governador do Rio Grande do Sul na República Velha e líder civil da Revolução Federalista.
Décimo sétimo filho de João da Silva Tavares, Visconde de Cerro Alegre, e de Umbelina Nunes, Viscondessa de Cerro Alegre, em 1868 se formou bacharel em direito pela Faculdade de Direito do Largo São Francisco, em São Paulo.
De volta ao Rio Grande do Sul, exerceu o cargo de Promotor Público e filiou-se ao Partido Conservador, sendo eleito Deputado Provincial, cargo que ocupou em cinco legislaturas entre 1871 e 1888. Em 19 de abril de 1888 foi proclamado chefe do Partido Conservador no Rio Grande do Sul. Em 8 de julho de 1889, divulgou manifesto em que se declara republicano. No dia 19 do mesmo mês, seu irmão, o General Joca Tavares, também adere ao republicanismo e renuncia ao título nobiliárquico de Barão do Itaqui. Ainda em 1889 filia-se ao Partido Republicano Rio-grandense. Representou o Rio Grande do Sul na Câmara dos Deputados, entre 1886 a 1889, acumulando a função com a atuação na Assembléia Provincial.
Após a Proclamação da República, foi nomeado, pelo Presidente Deodoro da Fonseca, primeiro Vice-Governador do Estado. O telegrama do chefe do Governo Provisório é de 5 de maio de 1890: "Governo espera que aceiteis cargo primeiro Vice-Governador e que entreis logo em exercício. Deodoro". Ao assumir a vice-governança, em 6 de maio de 1890, torna-se, na prática, Governador do Estado, já que seu antecessor, Júlio Anacleto Falcão da Frota, havia se afastado. A indicação de Silva Tavares desperta forte oposição dos castilhistas, uma corrente do PRR liderada por Júlio Prates de Castilhos.
No dia 13 de maio daquele ano, durante as comemorações do aniversário da abolição da escravatura, houve um atrito entre castilhistas e a polícia, com o tiroteio, sendo ferido Barros Cassal, partidário de Castilhos. Mais tarde, no mesmo dia, o próprio Júlio de Castilhos esteve acompanhado de correligionários no Colégio Militar, arregimentando lá alunos da Escola e militares das forças regulares, e dirigindo-se então para o Palácio do Governo, cercando-o e exigindo a deposição do governador. Na falta de apoio, Tavares passou o governo para o general Carlos Machado de Bittencourt, comandante de armas, e envia um telegrama a Deodoro da Fonseca, pedindo demissão. Deodoro, amigo de Tavares e correligionário dele no tempo do Império, a principio não quis aceitar a demissão, mas por fim, em 24 de maio de 1890, assumiu o governo o novo indicado do Presidente, Cândido José da Costa.
Silva Tavares não deixaria a política, sendo, mais tarde, fundador do Partido Federalista do Rio Grande do Sul e importante líder e articulador civil durante a Revolução Federalista de 1893.